# رنگو (فیلم ۲۰۱۱)
رَنگو (به انگلیسی: Rango) یک پویانمایی آمریکایی محصول سال ۲۰۱۱ با زمینه اکشن کمدی و وسترن، به نویسندگی جان لوگان و کارگردانی گور وربینسکی است. فیلم بسیار مورد تحسین قرار گرفت و به یک موفقیت تجاری تبدیل گردید. همچنین جایزه اسکار بهترین فیلم پویانمایی را کسب کرد. رنگو توسط پارامونت پیکچرز در ۴ مارس ۲۰۱۱ به نمایش درآمد. در این فیلم جانی دپ در نقش رنگو سخن می‌گوید.

## داستان
انیمیشن رنگو داستان زندگی یک آفتاب‌پرست (بزمجه) خانگی است که دچار بحران هویت می‌باشد. این فیلم که حال و هوایی وسترن و کمدی دارد با نقش بازی کردن آفتاب‌پرست در یک آکواریوم آغاز می‌شود و با بیرون آمدن اتفاقی‌اش از آکواریوم، وی وارد دنیایی متفاوت می‌شود. او به‌طور اتفاقی از یک اتومبیل به درون صحرایی خشک و بی‌آب و علف پرت می‌شود. بعد از آن با راهنمایی یک آرمادیلوی خردمند به یک شهر کوچک حیوانات می‌رسد که مردم آن در خشکی و بی آبی به سر می‌برند. بعد از آن اسم رنگو را برای خود انتخاب کرده و با داستان‌های خیالی که برای مردم شهر تعریف می‌کند و نیز کشته شدن اتفاقی یک شاهین به‌دست او، به کلانتر و منجی شهر تبدیل می‌شود. رنگو در قالب کلانتر شهر و در نتیجهٔ تحقیقات پی می‌برد که خشکسالی طبیعی نبوده و به صورت مصنوعی به مردم شهر تحمیل شده‌است و با کمک تعدادی از مردم...
انیمیشن «رنگو» هنگامی به دنیای بزرگسالان پا می‌گذارد که شخصیت آفتاب پرست (جانی دپ) به سئوالات تفکر برانگیزی در رابطه با هستی و معنای زندگی می‌پردازد. اما «وربینسکی» می گوید او از همان ابتدا قصد داشته انیمیشنی بسازد که هم برای بچه‌ها و هم برای بزرگسالان جذابیت داشته باشد:
«بچه‌ها دوست دارند رویاپردازی کنند اما وقتی بزرگ می‌شوند دیگر دنبال این جنبه‌های رویایی نمی‌گردند و همه چیز را خیلی جدی می‌گیرند. در این فیلم هم بچه‌ها و هم بزرگسالان می‌توانند این رویاها را با هم تقسیم کنند با این تفاوت که بچه‌ها احتمالاً خیلی بیشتر می‌توانند با این شخصیت‌های غیرقابل باور، مسخره و ساختگی ارتباط برقرار کنند».

## گروه بازیگران
جانی دپ در نقش صدا پیشه رنگو است. یک آفتاب پرست باهوش و قهرمان و البته کمی غیرعادی.
آیلا فیشر در نقش میس بینز (خانم لوبیا) یک ایگوانای بیابانی که زود از کوره در میرود اما قلب مهربانی دارد.

## جوایز
انیمیشن رنگو در هشتاد و چهارمین دوره مراسم اسکار برنده جایزه اسکار بهترین پویانمایی سینمایی گردید.

## گفتاوردها
شهردار خطاب به رنگو:
اونا رو می‌بینی آقای رنگو؟
اونا دوستان و همسایه‌هام هستن. زندگی اینجا سخته، خیلی سخت. می‌دونی اونا تا الان چجوری دوام آوردن؟ اونا باور دارن... باور دارن اوضاع بهتر می‌شه! اونا باور دارن که برخلاف همه شواهد و قرائن فردا بهتر از امروز میشه. مردم باید به یه چیزی باور داشته باشن؛ و حالا اونا به تو باور دارن.